# Gololcha (Bale)
Pour l’article homonyme, voir Gololcha (Arsi).
Gololcha (ou Gololcha Bale) est un woreda du sud de l'Éthiopie situé dans la zone Est Bale de la région Oromia.
Il a 100 809 habitants en 2007 et son chef-lieu est Jara.
Il reprend la partie orientale d'un ancien woreda appelé Gaserana Gololcha ou Gasera fi Gololcha.

## Géographie
Limitrophe de la zone Arsi dans la région Oromia, le woreda Gololcha est bordé au nord-ouest par le Chébéli.
Il fait partie de la zone Bale et, récemment, de la zone Est Bale.
| Seru   |          | Legehida |
| Gasera | Gololcha | Seweyna  |
|        | Ginir    |          |

Son chef-lieu, Jara, se trouve vers 2 000 m d'altitude, une quarantaine de kilomètres à l'est de Gasera (chef-lieu du woreda Gasera) et 15 km au nord de Delosebro (dans le woreda Ginir).
Sheikh Hussein se trouve dans le nord du woreda, 64 km au nord-est de Jara.

## Histoire
Au XXe siècle, Gasera et Gololcha font partie des awrajas Mendoyu et Wabe de la province de Balé.
À la réorganisation du pays en régions, en 1995, ce territoire se rattache à la zone Bale de la région Oromia sous la forme d'un grand woreda appelé « Gaserana Gololcha », ou « Gasera fi Gololcha »[à vérifier]. Cependant, dès 2006, l'Atlas of the Ethiopian Rural Economy présente séparément les deux woredas Gasera et Gololcha.
Gololcha fait partie de la zone Est Bale récemment détachée de la zone Bale,.

## Démographie
L'ancien woreda « Gaserana Gololcha » figurait au recensement national de 1994 avec 119 499 habitants dont 5 % de citadins[réf. souhaitée]. La majorité des habitants (70 %) étaient musulmans et 30 % étaient orthodoxes[réf. souhaitée].
Au recensement national de 2007, le woreda Gololcha compte 100 809 habitants dont 6 % de citadins.
La majorité des habitants (74 %) sont musulmans et 26 % sont orthodoxes.
La seule agglomération recensée est le chef-lieu, Jara, avec 5 804 habitants.
En 2022, la population du même woreda Gololcha est estimée à 144 855 personnes avec une densité de population de 65 personnes par km2 et 2 222 km2 de superficie.